# Amfepramone

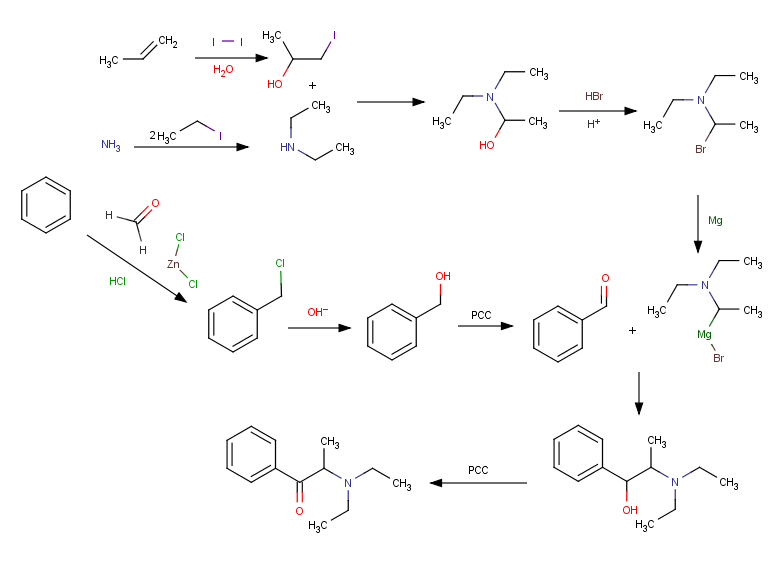
Diethylpropione synthesis

L'amfepramone, noto anche come dietilpropione, è un farmaco stimolante delle classi fenetilammina, anfetamina e catinone che veniva utilizzato come soppressore dell'appetito . Viene utilizzato nella gestione a breve termine dell'obesità, insieme ai cambiamenti nella dieta e nello stile di vita. L'amfepramone è chimicamente simile all'antidepressivo bupropione (precedentemente chiamato amfebutamone, usato anche per smettere di fumare andando ad agire sul circuito della ricompensa), oggi usato sia in Europa che in America Settentrionale in combinazione con naltrexone come anoressizzante.

## Farmacologia
L'amfepramone stesso non ha alcuna affinità per i trasportatori delle monoamine essendo solo un profarmaco dell'etcatinone. L'etcatinone è un dopaminergico e serotoninergico molto debole, ed è rispettivamente circa 10 volte e 20 volte più forte con la noradrenalina. Di conseguenza l'anfepramone può essere essenzialmente considerato un membro della classe di farmaci noti come agenti di rilascio della norepinefrina (NRA).

## Chimica
L'amfepramone può essere sintetizzato dal propiofenone mediante bromurazione, seguita da reazione con dietilammina.

## Società e cultura

### Nomi
Un altro nome utilizzato dal punto di vista medico è dietilpropione (usato in Regno Unito e Australia). I nomi chimici includono: α-metil-β-cheto- N, N -diethylphenethylamine, N, N -diethyl-β-chetoamphetamine e N, N -diethylcathinone. I nomi commerciali sono: Anorex, Linea, Nobesine, Prefamone, Regenon, Tepanil e Tenuate (Tenuate dospan in Italia).

### Legalità
È una sostanza controllata dalla Tabella IV in Canada e Stati Uniti. Nel Regno Unito, l'Amfepramone è un farmaco di classe C della tabella 3 (farmaci da custodire in sicurezza).
Situazione in Italia
Il D.M. 02.08.2011 ha disposto il trasferimento dell'amfepramone (dietilpropione) dalla Tabella II B alla Tabella I. Pertanto, a decorrere dal 05.08.2011, ne è vietata in Italia la fabbricazione,  la vendita attraverso la vendita via Internet, ed è fatto divieto ai farmacisti di eseguire preparazioni magistrali contenenti amfepramone (dietilpropione) e/o fendimetrazina e i medici sono tenuti ad astenersi dal prescriverle.

### Uso ricreativo
Diversi studi affermano che la sostanza ha un potenziale relativamente basso di causare dipendenza negli utenti. Tuttavia, ci sono state segnalazioni di persone che usano questo farmaco a scopo ricreativo nel Regno Unito. Probabilmente gli abusanti assumevano la sostanza per la sua attività stimolante.